# N-석시닐-5-아미노이미다졸-4-카복사마이드 리보뉴클레오타이드
N-석시닐-5-아미노이미다졸-4-카복사마이드 리보뉴클레오타이드(영어: N-succinyl-5-aminoimidazole-4-carboxamide ribonucleotide, SAICAR) 또는 포스포리보실아미노이미다졸석시노카복사마이드(영어: phosphoribosylaminoimidazolesuccinocarboxamide)는 퓨린 뉴클레오타이드 합성의 대사 중간생성물이다. 카복시아미노이미다졸 리보뉴클레오타이드(CAIR), L-아스파르트산, ATP는 퓨린 뉴클레오타이드 신생 합성의 8번째 단계의 효소인 N-석시닐-5-아미노이미다졸-4-카복사마이드 리보뉴클레오타이드 합성효소(SAICAR 합성효소)에 의해 N-석시닐-5-아미노이미다졸-4-카복사마이드 리보뉴클레오타이드(SAICAR), ADP, 인산(Pi)으로 전환된다.

## 같이 보기
- 카복시아미노이미다졸 리보뉴클레오타이드 (CAIR)
- 5-아미노이미다졸-4-카복사마이드 리보뉴클레오타이드 (AICAR)
- N-석시닐-5-아미노이미다졸-4-카복사마이드 리보뉴클레오타이드 합성효소 (SAICAR 합성효소)